# 安东尼奥·班德拉斯
荷西·安东尼奥·多明奎斯·班德拉斯（1960年8月10日—），是一名西班牙演员及歌手。他最早以西班牙导演佩德罗·阿尔莫多瓦尔作品中之角色引起观众和评论界注意是。进军好莱坞之后，班德拉斯成为拉丁情人的代名詞，且影片的票房都不错。2019年，班德拉斯在《痛苦與榮耀》再次與阿爾莫多瓦爾合作，他也憑此奪得坎城影展最佳男主角獎，以及提名金球獎和奧斯卡獎的最佳男主角獎。
安东尼奥·班德拉斯拥有以自己名字命名的香水品牌，该品牌由西班牙公司普伊格经营。

## 生平
班德拉斯出生於西班牙马拉加省貝納爾馬德納，本名何塞·安东尼奥·多明奎斯·班德拉斯（José Antonio Domínguez Banderas），父親何塞·多明奎斯（José Domínguez）是警察，母親安娜·班德拉斯·加列戈（Ana Banderas Gallego）則是老師。他有一個弟弟哈維爾（Javier）。其藝名隨母姓。
少年時曾想要成為足球運動員，但在十四歲時因腳傷而放棄。在馬拉加的戲劇學校學習時展現出對表演藝術的興趣。
2020年8月10日，安东尼奥·班德拉斯在個人INSTAGRAM慶祝自己生日同時，宣佈自己證實確診2019冠狀病毒病。

### 演員生涯
1982年參演當地電影《激情迷宮》（Laberinto de pasiones），正式投身影圈。
1991年獲瑪丹娜介紹進軍好萊塢，並於1993年參演《費城故事》成功打響名堂。
1996年與瑪丹娜合演歌舞電影《阿根廷，別為我哭泣 (電影)》。
其後領銜主演《黑俠梭羅》，上映首周就已成票房冠軍，並獲第71屆奧斯卡獎音效剪接、音效兩項提名。影片在西班牙上映時還得到了國王、王后、公主共同出席首映式的禮遇。成為他的代表作。

### 感情生活
班德拉斯本在西班牙有妻子Ana Leza，但1995年外遇美國女星梅拉尼·格里菲思。班德拉斯因此與Ana Leza離婚，改娶格里菲思。1996年9月班德拉斯與格里菲思生有一女斯蒂拉（Stella）。
2014年班德拉斯與格里菲思宣佈二人和平簽字離婚。

## 电影作品
- 《小心肝儿》（Babygirl，2024年）
- 《印第安納瓊斯：命運輪盤》（Indiana Jones and the Dial of Destiny，2023年）
- 《鞋貓劍客2》（Puss in Boots 2，2022年）
- 《殺手保鑣2》(Hitman's Wife's Bodyguard，2021年)
- 《秘境探險》(Uncharted，2021年)
- 《杜立德》(Dolittle，2020年)
- 《洗鈔事務所》(The Laundromat，2019年)
- 《痛苦與榮耀》(Pain and Glory，2019年)
- 《超越邊緣（英语：Beyond the Edge (2018 film)）》(Beyond the Edge，2018年)
- 《王牌保安<百貨戰警>》(Security，2017年)
- 《復仇行動》(Act of Vengeance，2017年)
- 《阿爾塔米拉》(Altamira，2016年)
- 《33：重生奇蹟》(The 33，2015年)
- 《海綿寶寶：海陸大出擊》(The SpongeBob Movie: Sponge Out of Water，2015年)
- 《聖杯騎士》(Knight of Cups，2015年)
- 《浴血任務3》(The Expendables 3，2014年)
- 《奧圖瑪塔》(Automata，2014年)
- 《穿靴子的猫》（Puss in Boots，2011年）
- 《吾栖之肤》（The Skin I Live in，2011年）
- 《史瑞克快樂4神仙》（Shrek Forever After，2010年）
- 《媽媽的新男友》（My Mom's New Boyfriend，2008年）
- 《史瑞克三世》（Shrek the Third，2007年）
- 《情舞师生》（Take the Lead，2006年）
- 《佐罗的传奇》（The Legend of Zorro ，2005年）
- 《怪物史莱克2》（Shrek2 ，2004年）卡通電影，劇中「鞋貓」角色的配音
- 《非常小特務之3D立體出擊》（Spy Kids 3-D: Game Over，2003年）
- 《墨西哥往事》（Once Upon a Time in Mexico ，2003年）
- 《筆姬別戀》（Frida）
- 《絕色偷天》（Femme Fatale）
- 《爆裂特工》（Ballistic: Ecks vs. Sever）
- 《非常小特務之特務SK2》（Spy Kids 2: Island Of Lost Dreams，2002年）
- 《非常小特務》（Spy Kids，2001年）
- 《聖經密碼戰》（The Body）
- 《原罪》（Original Sin ，2001年）
- 《第十三勇士》（The 13th Warrior ，1999年）
- 《賣短襪的人》（The White River Kid）
- 《黑俠梭羅》（The Mask of Zorro，1998年）
- 《艾薇塔》（Evita，1996年）
- 《四个房间》（Four Rooms，1995年）
- 《不要跟陌生人說話》（Never Talk to Strangers，1995年）
- 《刺客戰場》（Assassins，1995年）
- 《三步殺人曲》（Desperado，1995年）
- 《成雙不成對》（Two Much，1995年）
- 《亂世激情》（Of Love and Shadows）
- 《夜訪吸血鬼》（Interview with the Vampire，1994年）
- 《費城故事》（Philadelphia，1993年）
- 《第六感之戀》（The House of the Spirits，1993年）
- 《與麥當娜同床》（Madonna: Truth or Dare - In Bed with Madonna，1991年）
- 《綑著妳，困著我》（Tie Me Up! Tie Me Down!，1990年）
- 《瀕臨崩潰邊緣的女人》（Women on the Verge of a Nervous Breakdown，1989年）
- 《慾望法則》（Law of Desire，1987年）
- 《激情迷宮》（Laberinto de pasiones，1982年）

## 电視作品
- 《(國家地理頻道)世紀天才#第二季：畢卡索》，飾 巴勃羅·畢卡索 》(Genius - Pablo Ruiz Picasso，2018年)

## 个人荣誉
- 1997年金球奖最佳男演员(喜剧/音乐类)-《贝隆夫人》 ；
- 1998年欧洲电影奖观众奖最佳男演员-《黑侠佐罗》；
- 1999年欧洲电影奖最佳男演员(喜剧/音乐类)-《疯狂阿拉巴马》；
- 1999年金球奖最佳男演员提名(喜剧/音乐类)-《黑侠佐罗》；
- 1999年威尼斯电影节观众奖提名-最佳男演员-《疯狂阿拉巴马》;
- 2019年戛纳电影节-最佳男演员-《痛苦与荣耀》。